# Monmouth-hue
En Monmouth-hue (engelsk: Monmouth cap) er ulden hovedbeklædning, der var udbredt mellem det 15. og det 18. århundrede, og især er knyttet til byen Monmouth i det sydøstlige Wales. De strikkede runde huer blev brugt af både soldater og søfolk og blev i stort omfang eksporteret. Der findes også et sted kaldet Monmouth Cap, opkaldt efter en tidligere rejsekro i Llangua, omkring 20 km nordvest for Monmouth, på grænsen mellem Herefordshire og Monmouthshire.
| Tøj | Spire Denne artikel om tøj, sko eller lignende er en spire som bør udbygges. Du er velkommen til at hjælpe Wikipedia ved at udvide den. |